# Alakhadzi
Alakhadzi (tiếng Gruzia: ალახაძი, tiếng Abkhaz: Алаҳаӡы, tiếng Nga: Алахадзы) là một làng thuộc huyện Gagra của Abkhazia.

## Nhân khẩu
Tại thời điểm điều tra dân số năm 2011, Alakhadzi có dân số là 2.876 người. Tại thời điểm đó, thành phần dân cư gồm có 45.5% người Armenia, 31,1% người Abkhaz, 13,1% người Nga, 6,4% người Gruzia, 1,1% người Ukraina và 0,5% người Hy Lạp

## Hình ảnh

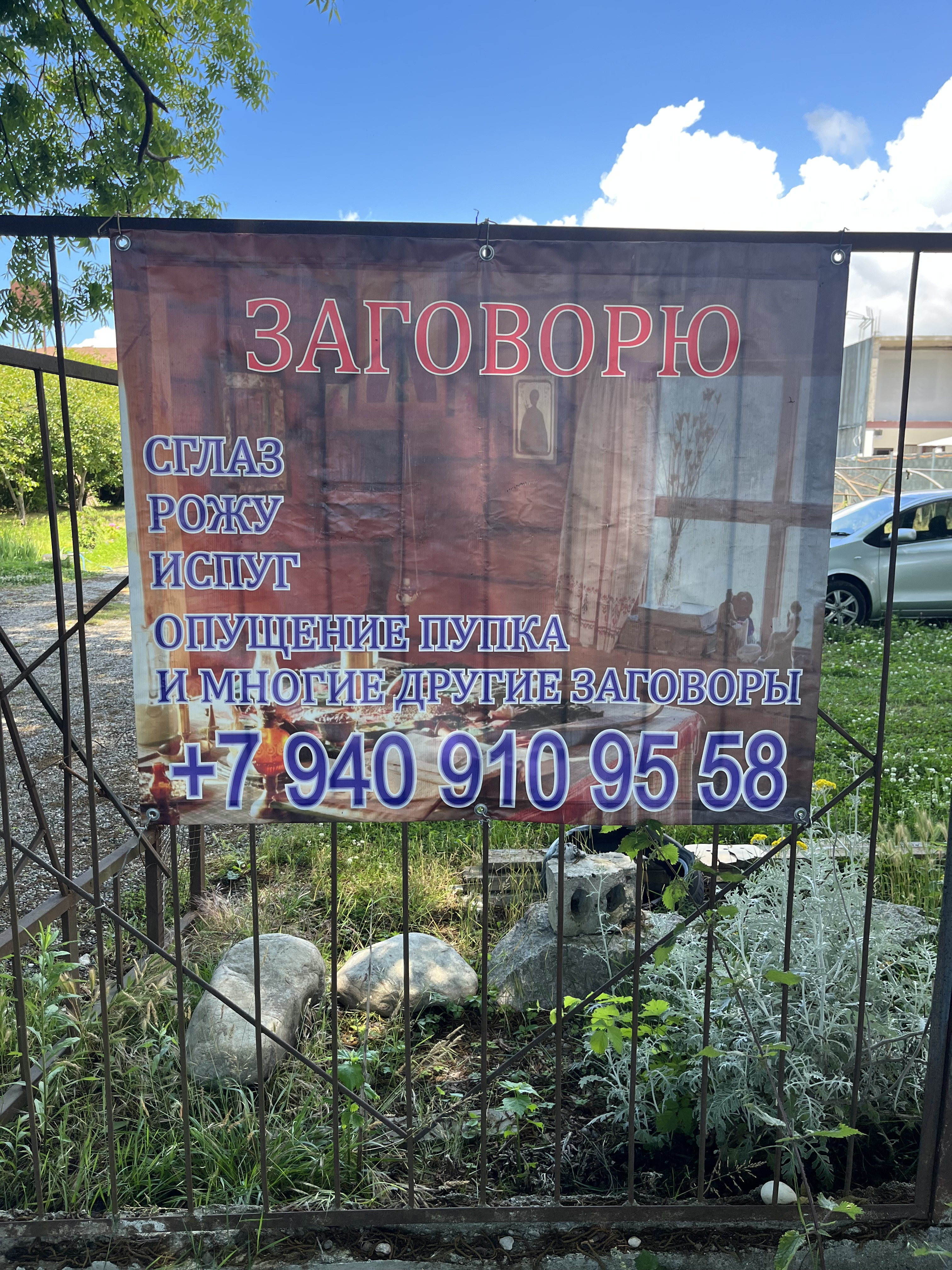
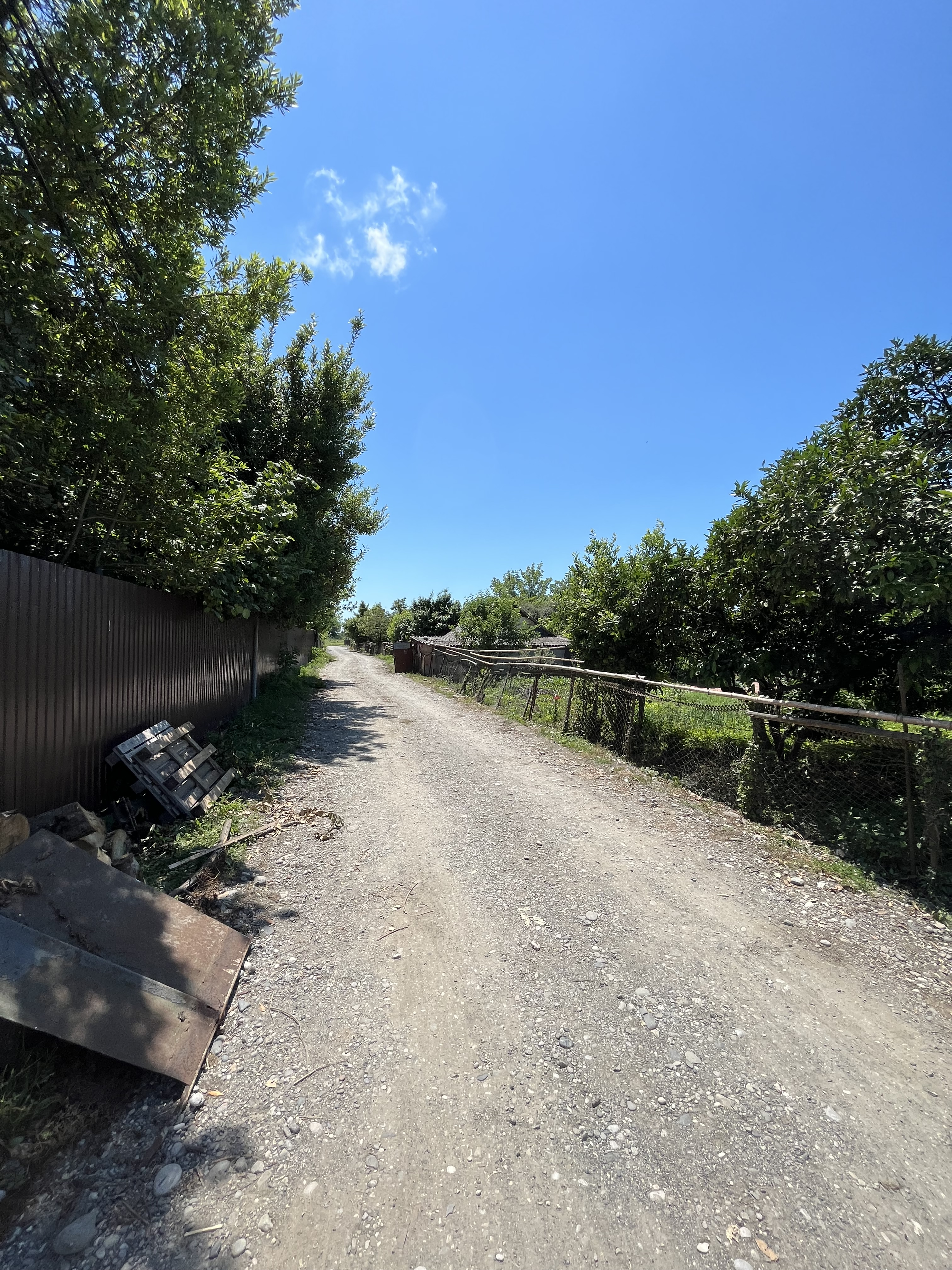
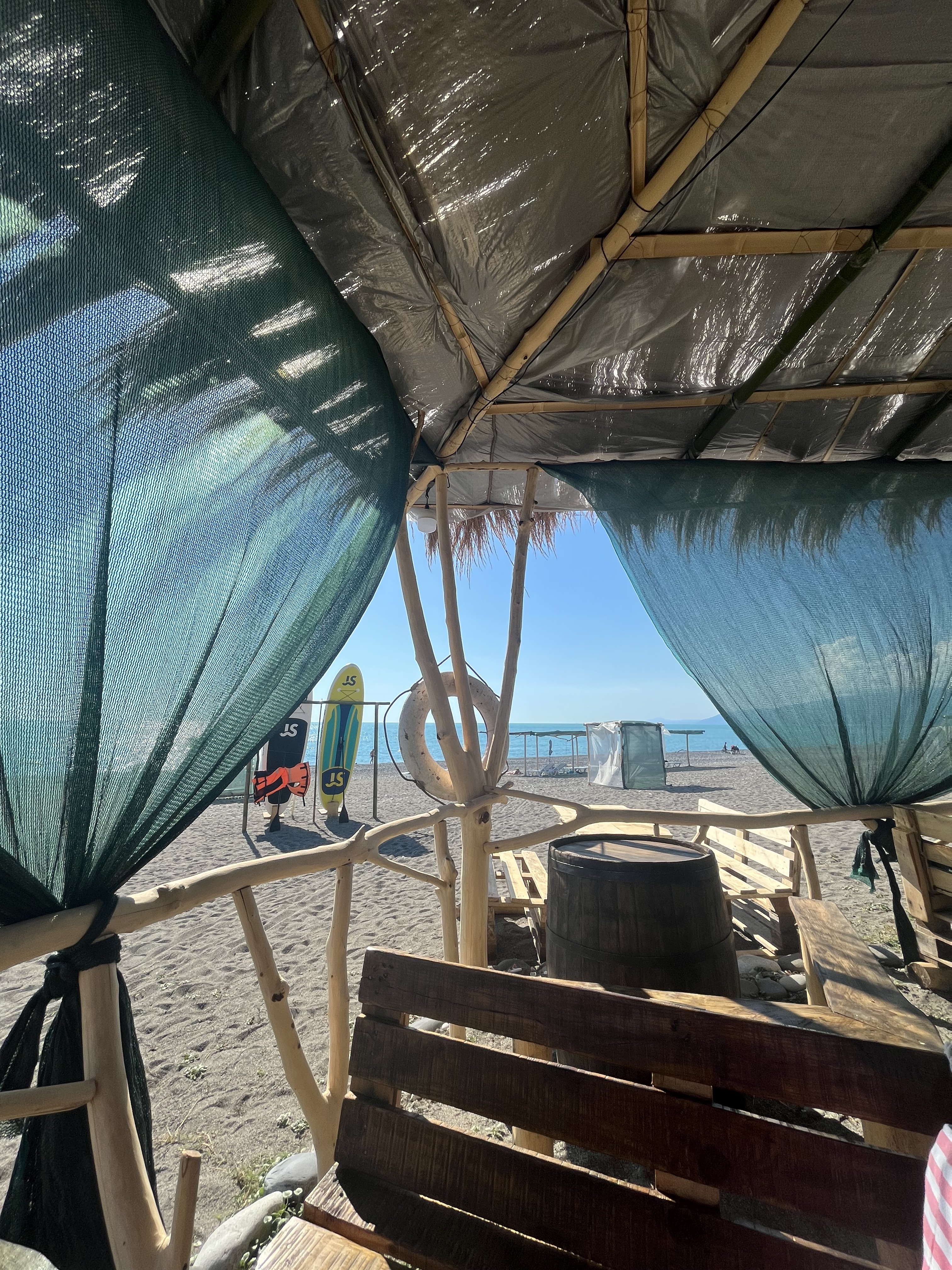
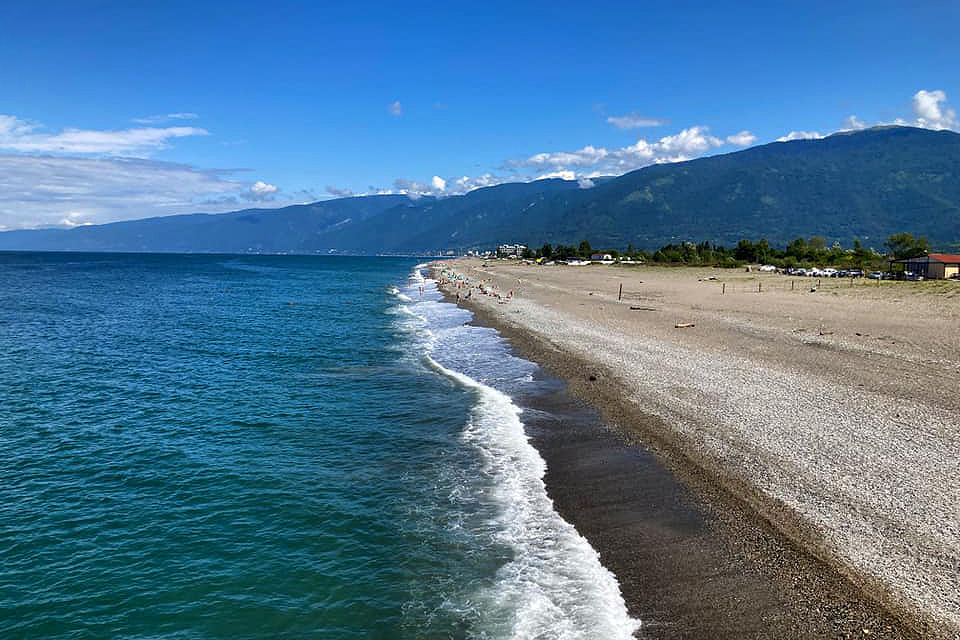
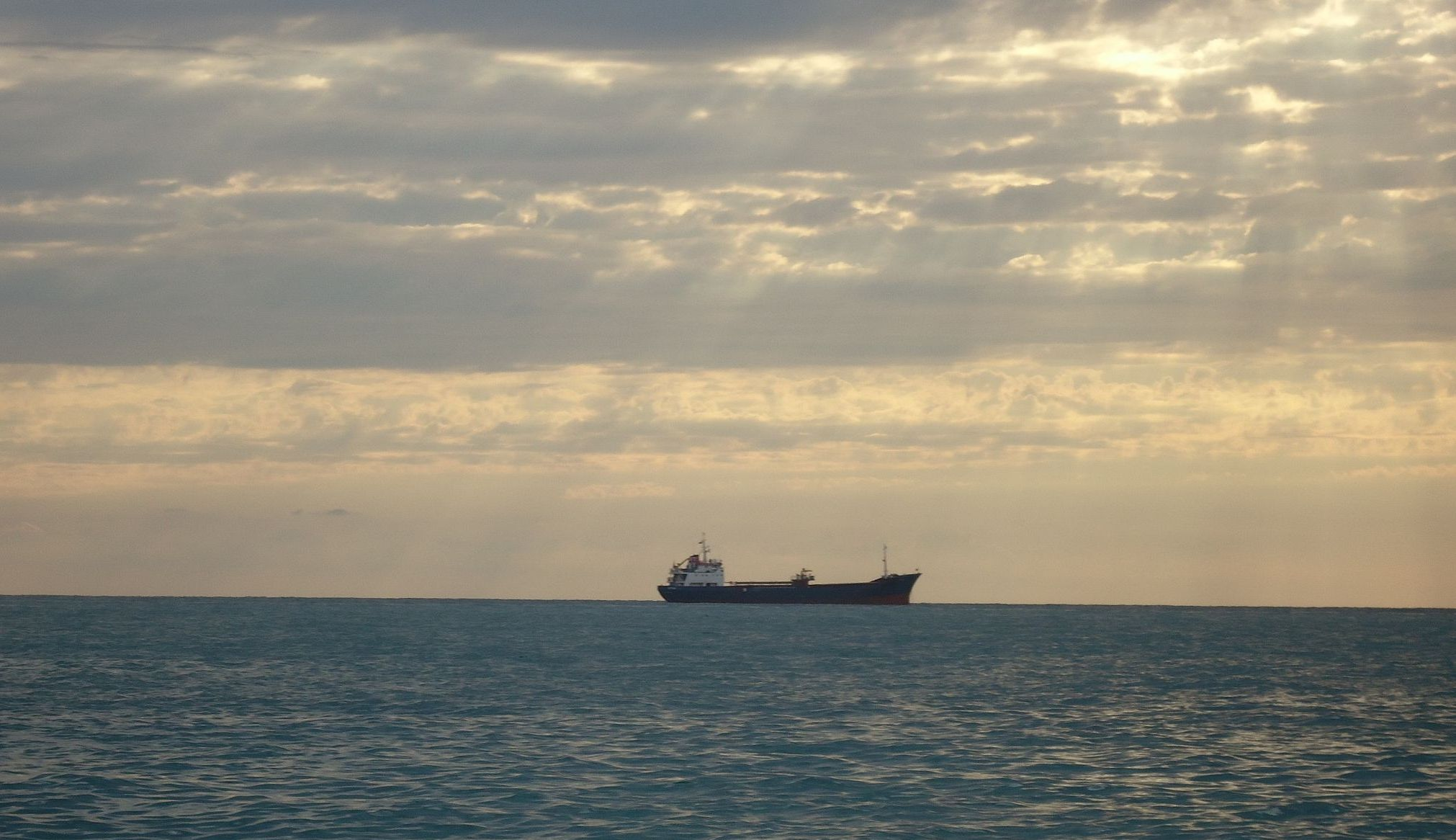

### Chính quyền Huyện Gagra
1. 1 2  "Администрация городов, сёл и посёлков Гагрского района". Gagra District Administration. Bản gốc lưu trữ ngày 26 tháng 9 năm 2012. Truy cập ngày 28 tháng 5 năm 2012.

### Khác
1. ↑  Tình trạng chính trị của Abkhazia đang gây tranh cãi. Abkhazia đã đơn phương tuyên bố độc lập khỏi Gruzia năm 1992 và được chính thức công nhận là một quốc gia độc lập bởi 6 quốc gia thành viên Liên Hiệp Quốc (một quốc gia khác trước đây đã công nhận nhưng sau đó rút lại), trong khi phần còn lại của cộng đồng quốc tế công nhận đây là một phần lãnh thổ Gruzia  de jure. Gruzia  tiếp tục tuyên bố khu vực này là lãnh thổ riêng của quốc gia này, và xếp nó là lãnh thổ bị Nga chiếm đóng.
2. ↑  2011 Census results